# Casinaria matsuyamensis
Casinaria matsuyamensis är en stekelart som först beskrevs av Tohru Uchida 1928.  Casinaria matsuyamensis ingår i släktet Casinaria och familjen brokparasitsteklar. Inga underarter finns listade.